# Robert Primes
Robert Joseph Primes (geb. 10. Januar 1940 in San Francisco, Kalifornien) ist ein US-amerikanischer Kameramann.

## Leben und Karriere
Primes zeigte zunächst ein Interesse an der Fotografie. Dafür reiste er durch Europa und schoss dort Tausende Fotos, wandte sich dann aber mehr und mehr der Kinematographie zu. Aus diesem Grund kam er nach San Francisco.
Dort dreht er von 1964 bis 1975 Werbe- und Kurzfilme und lernte als Kameramann aus Erfahrung. 1975 zog er nach Hollywood, als er durch seine Arbeit in San Francisco aufgefallen war. Dort wandte er sich den Filmen zu, als ihm klar wurde, wie viel er noch in seinem Beruf lernen musste, um ein erstklassiger Kameramann zu werden. Schließlich wurde er dort durch seine Arbeit in Rumble Fish (1983), Ein Vogel auf dem Drahtseil (1990) und MDs (2002) bekannt.
Seit 1990 ist er Mitglied der American Society of Cinematographers (ASC), in der er aktiv mitarbeitet. In letzter Zeit unterrichtet er Kinematographie beim American Film Institute. Er ist seit 1964 mit der Klavierspielerin Theodora Primes verheiratet.

## Filmografie (Auswahl)

### Filme
- 1973: Maxie
- 1980: Solo für zwei Superkiller (Cuba Crossing)
- 1985: Die Killer-Akademie (Crimewave)
- 1990: Ein Vogel auf dem Drahtseil (Bird on a Wire)
- 1991: Auf die harte Tour (The Hard Way)
- 1994: Hilflos ausgeliefert (Murder or Memory: A Moment of Truth Movie)
- 1994: Wege der Liebe (My Antonia)
- 1995: Mißbrauchte Träume (She fought alone)
- 1996: Tödliches Erwachen (Sweet dreams)
- 1996: Ich begehre deinen Sohn (A Friend’s Betrayal)
- 1997: Money Talks – Geld stinkt nicht (Money Talks)
- 1999: A Murder of Crows – Diabolische Versuchung (A Murder of Crows)
- 2002: Georgetown
- 2010: Ca$h

### Serien
- 1993–1993: Zurück in die Vergangenheit (Quantum Leap)
- 1998–1999: Felicity
- 2002: MDs
- 2005–2006: Night Stalker

## Auszeichnungen
- ASC-Award: 1 Preis (2003) und 2 Nominierungen (1992, 2000)
- Emmy: 2 Preise (1995, 1999) und 2 Nominierungen (1996, 2006)
- CableACE Award: 1 Nominierung (1995)
- President’s Award: 1 Preis (2008)